# Allsvenskan i bandy 1984/1985
Allsvenskan i bandy 1984/1985 var Sveriges högsta division i bandy för herrar säsongen 1984/1985. Södergruppstvåan IF Boltic lyckades vinna svenska mästerskapet efter seger med 4-3 mot södergruppsfyran IFK Motala i finalmatchen på Söderstadion i Stockholm den 17 mars 1985. och blev därmed svenska mästare för sjunde säsongen i rad.

## Förlopp
Segern i skytteligan delades mellan Ingemar Aava, Selånger SK och Pär Hedqvist, Brobergs IF med 39 fullträffar vardera..

## Seriespelet

### Norrgruppen
Spelades 25 november 1984-26 februari 1985.
| Nr | Lag            | S  | V  | O | F  | +/-    | P  |
| -- | -------------- | -- | -- | - | -- | ------ | -- |
| 1  | Ljusdals BK    | 22 | 14 | 4 | 4  | 91-60  | 32 |
| 2  | Selånger SK    | 22 | 12 | 4 | 6  | 82-53  | 28 |
| 3  | Västerås SK    | 22 | 12 | 4 | 6  | 89-67  | 28 |
| 4  | Brobergs IF    | 22 | 11 | 4 | 7  | 100-87 | 26 |
| 5  | Edsbyns IF     | 22 | 10 | 5 | 7  | 89-74  | 25 |
| 6  | IK Sirius      | 22 | 8  | 4 | 10 | 72-84  | 20 |
| 7  | Sandvikens AIK | 22 | 7  | 5 | 10 | 62-75  | 19 |
| 8  | Härnösands AIK | 22 | 0  | 1 | 21 | 50-150 | 1  |

### Södergruppen
Spelades 25 november 1984-26 februari 1985.
| Nr | Lag             | S  | V  | O | F  | +/-    | P  |
| -- | --------------- | -- | -- | - | -- | ------ | -- |
| 1  | Vetlanda BK     | 22 | 18 | 2 | 2  | 105-45 | 38 |
| 2  | IF Boltic       | 22 | 13 | 4 | 5  | 111-71 | 30 |
| 3  | Villa BK        | 22 | 12 | 1 | 9  | 115-82 | 25 |
| 4  | IFK Motala      | 22 | 11 | 3 | 8  | 89-57  | 25 |
| 5  | Örebro SK       | 22 | 10 | 4 | 8  | 87-79  | 24 |
| 6  | Ale Surte SK    | 22 | 6  | 3 | 13 | 75-115 | 15 |
| 7  | IFK Kungälv     | 22 | 2  | 5 | 15 | 41-88  | 9  |
| 8  | Katrineholms SK | 22 | 2  | 3 | 17 | 62-133 | 7  |

## Seriematcherna

### Norrgruppen
- 25 november 1984 Brobergs IF-IK Sirius 6-1
- 25 november 1984 Härnösands AIK-Edsbyns IF 1-3
- 25 november 1984 Sandvikens AIK-Ljusdals BK 3-6
- 25 november 1984 Västerås SK-Selånger SK 3-1

- 28 november 1984 Boltic-Västerås 4-4 (mix)

- 2 december 1984 Edsbyn-Broberg 9-4
- 2 december 1984 Ljusdal-Västerås 0-3
- 2 december 1984 Selånger-Sandviken 3-0
- 2 december 1984 Sirius-Härnösand 8-4

- 7 december 1984 Broberg-Sandviken 7-2
- 7 december 1984 Edsbyn-Västerås 6-3
- 7 december 1984 Härnösand-Ljusdal 3-4
- 7 december 1984 Sirius-Selånger 1-5

- 9 december 1984 Ale Surte-Härnösand 5-2 (mix)
- 9 december 1984 Motala-Sirius 2-2 (mix)
- 9 december 1984 Villa-Broberg 5-6 (mix)
- 9 december 1984 Örebro-Edsbyn 4-3 (mix)
- 9 december 1984 Ljusdal-Boltic 2-1 (mix)
- 9 december 1984 Sandviken-Katrineholm 6-5 (mix)
- 9 december 1984 Selånger-Kungälv 3-0 (mix)
- 9 december 1984 Västerås-Vetlanda 5-3 (mix)

- 15 december 1984 Katrineholm-Selånger 4-3 (mix)
- 15 december 1984 Kungälv-Sandviken 1-3 (mix)
- 15 december 1984 Vetlanda-Ljusdal 4-1 (mix)
- 15 december 1984 Broberg-Ale Surte 7-5 (mix)
- 15 december 1984 Edsbyn-Motala 5-4 (mix)
- 15 december 1984 Härnösand-Villa 2-8 (mix)
- 15 december 1984 Sirius-Örebro 3-6 (mix)

- 26 december 1984 Ljusdal-Broberg 3-2
- 26 december 1984 Sandviken-Edsbyn 3-6
- 26 december 1984 Selånger-Härnösand 7-3
- 26 december 1984 Västerås-Sirius 2-4

- 28 december 1984 Broberg-Selånger 3-5
- 28 december 1984 Edsbyn-Ljusdal 3-3
- 28 december 1984 Härnösand-Västerås 2-4
- 28 december 1984 Sirius-Sandviken 4-2

- 30 december 1984 Ale Surte-Edsbyn 2-2 (mix)
- 30 december 1984 Motala-Broberg 12-0 (mix)
- 30 december 1984 Villa-Sirius 2-4 (mix)
- 30 december 1984 Örebro-Härnösand 10-3 (mix)
- 30 december 1984 Ljusdal-Katrineholm 5-1 (mix)
- 30 december 1984 Sandviken-Vetlanda 1-3 (mix)
- 30 december 1984 Selånger-Boltic 1-1 (mix)
- 30 december 1984 Västerås-Kungälv 9-0 (mix)

- 2 januari 1985 Broberg-Västerås 6-2
- 2 januari 1985 Edsbyn-Selånger 3-7
- 2 januari 1985 Härnösand-Sandviken 1-2
- 2 januari 1985 Sirius-Ljusdal 4-1

- 6 januari 1985 Härnösand-Broberg 1-5
- 6 januari 1985 Sandviken-Västerås 3-3

- 13 januari 1985 Ljusdal-Selånger 1-1

- 15 januari 1985 Ljusdal-Härnösand 7-2
- 15 januari 1985 Sandviken-Broberg 1-1
- 15 januari 1985 Selånger-Sirius 4-3
- 15 januari 1985 Västerås-Edsbyn 4-5

- 19 januari 1985 Ale Surte-Västerås 4-7 (mix)
- 19 januari 1985 Motala-Sandviken 6-1 (mix)
- 19 januari 1985 Villa-Ljusdal 5-6 (mix)
- 19 januari 1985 Örebro-Selånger 3-3 (mix)
- 19 januari 1985 Broberg-Vetlanda 3-4 (mix)
- 19 januari 1985 Edsbyn-Boltic 2-4 (mix)
- 19 januari 1985 Härnösand-Kungälv 3-5 (mix)
- 19 januari 1985 Sirius-Katrineholm 2-2 (mix)

- 20 januari 1985 Ale Surte-Sandviken 3-3 (mix)
- 20 januari 1985 Motala-Ljusdal 2-5 (mix)
- 20 januari 1985 Villa-Selånger 5-3 (mix)
- 20 januari 1985 Örebro-Västerås 3-0 (mix)
- 20 januari 1985 Broberg-Boltic 5-3 (mix)
- 20 januari 1985 Edsbyn-Kungälv 1-1 (mix)
- 20 januari 1985 Härnösand-Katrineholm 4-4 (mix)
- 20 januari 1985 Sirius-Vetlanda 1-4 (mix)

- 23 januari 1985 Sirius-Edsbyn 2-2
- 23 januari 1985 Västerås-Sandviken 4-4

- 26 januari 1985 Boltic-Sirius 9-5 (mix)
- 26 januari 1985 Katrineholm-Edsbyn 3-6 (mix)
- 26 januari 1985 Kungälv-Broberg 3-6 (mix)
- 26 januari 1985 Vetlanda-Härnösand 12-2 (mix)
- 26 januari 1985 Sandviken-Villa 0-3 (mix)
- 26 januari 1985 Västerås-Motala 4-3 (mix)

- 27 januari 1985 Boltic-Härnösand 14-2 (mix)
- 27 januari 1985 Katrineholm-Broberg 3-6 (mix)
- 27 januari 1985 Kungälv-Sirius 5-1 (mix)
- 27 januari 1985 Vetlanda-Edsbyn 4-3 (mix)
- 27 januari 1985 Sandviken-Örebro 1-2 (mix)
- 27 januari 1985 Västerås-Villa 2-1 (mix)

- 28 januari 1985 Ljusdal-Örebro 4-1 (mix)

- 29 januari 1985 Broberg-Härnösand 11-3
- 29 januari 1985 Selånger-Ljusdal 3-4
- 29 januari 1985 Edsbyn-Sirius 3-1

- 8 februari 1985 Ljusdal-Ale Surte 15-1 (mix)
- 11 februari 1985 Selånger-Motala 3-1 (mix)

- 13 februari 1985 Broberg-Ljusdal 3-3
- 13 februari 1985 Edsbyn-Sandviken 9-3
- 13 februari 1985 Härnösand-Selånger 2-10
- 13 februari 1985 Sirius-Västerås 2-2

- 15 februari 1985 Sandviken-Sirius 5-0
- 15 februari 1985 Västerås-Härnösand 8-2

- 17 februari 1985 Boltic-Sandviken 1-5 (mix)
- 17 februari 1985 Katrineholm-Västerås 3-8 (mix)
- 17 februari 1985 Kungälv-Ljusdal 1-3 (mix)
- 17 februari 1985 Vetlanda-Selånger 4-1 (mix)
- 17 februari 1985 Broberg-Örebro 3-1 (mix)
- 17 februari 1985 Edsbyn-Villa 1-6 (mix)
- 17 februari 1985 Härnösand-Motala 2-5 (mix)
- 17 februari 1985 Sirius-Ale Surte 9-3 (mix)

- 19 februari 1985 Selånger-Broberg 3-3

- 20 februari 1985 Ljusdal-Sirius 8-3
- 20 februari 1985 Sandviken-Härnösand 5-1
- 20 februari 1985 Selånger-Edsbyn 3-0
- 20 februari 1985 Västerås-Broberg 5-3

- 22 februari 1985 Broberg-Edsbyn 5-5
- 22 februari 1985 Härnösand-Sirius 2-4
- 22 februari 1985 Sandviken-Selånger 4-1
- 22 februari 1985 Västerås-Ljusdal 6-1

- 24 februari 1985 Ljusdal-Edsbyn 4-3
- 24 februari 1985 Selånger-Ale Surte 5-4 (mix)

- 26 februari 1985 Edsbyn-Härnösand 9-3
- 26 februari 1985 Ljusdal-Sandviken 5-5
- 26 februari 1985 Selånger-Västerås 7-1
- 26 februari 1985 Sirius-Broberg 8-5

### Södergruppen
- 25 november 1984 Katrineholms SK-Vetlanda BK 5-9
- 25 november 1984 IFK Kungälv-IF Boltic 1-5
- 25 november 1984 Villa BK-Ale Surte SK 11-1
- 25 november 1984 Örebro SK-IFK Motala 2-2

- 28 november 1984 Boltic-Västerås 4-4 (mix)

- 29 november 1984 Vetlanda-Kungälv 7-0
- 2 december 1984 Ale Surte-Örebro 7-5
- 2 december 1984 Motala-Villa 3-1
- 5 december 1984 Boltic-Katrineholm 9-1

- 6 december 1984 Vetlanda-Örebro 3-2
- 7 december 1984 Boltic-Ale Surte 5-2
- 7 december 1984 Katrineholm-Villa 1-11
- 7 december 1984 Kungälv-Motala 2-4

- 9 december 1984 Ale Surte-Härnösand 5-2 (mix)
- 9 december 1984 Motala-Sirius 2-2 (mix)
- 9 december 1984 Villa-Broberg 5-6 (mix)
- 9 december 1984 Örebro-Edsbyn 4-3 (mix)
- 9 december 1984 Ljusdal-Boltic 2-1 (mix)
- 9 december 1984 Sandviken-Katrineholm 6-5 (mix)
- 9 december 1984 Selånger-Kungälv 3-0 (mix)
- 9 december 1984 Västerås-Vetlanda 5-3 (mix)

- 15 december 1984 Katrineholm-Selånger 4-3 (mix)
- 15 december 1984 Kungälv-Sandviken 1-3 (mix)
- 15 december 1984 Vetlanda-Ljusdal 4-1 (mix)
- 15 december 1984 Broberg-Ale Surte 7-5 (mix)
- 15 december 1984 Edsbyn-Motala 5-4 (mix)
- 15 december 1984 Härnösand-Villa 2-8 (mix)
- 15 december 1984 Sirius-Örebro 3-6 (mix)

- 26 december 1984 Ale Surte-Kungälv 7-0
- 26 december 1984 Motala-Vetlanda 2-3
- 26 december 1984 Villa-Boltic 4-5
- 26 december 1984 Örebro-Katrineholm 7-3

- 28 december 1984 Boltic-Motala 5-2
- 28 december 1984 Katrineholm-Ale Surte 2-5
- 28 december 1984 Kungälv-Örebro 3-3
- 28 december 1984 Vetlanda-Villa 6-1

- 30 december 1984 Ale Surte-Edsbyn 2-2 (mix)
- 30 december 1984 Motala-Broberg 12-0 (mix)
- 30 december 1984 Villa-Sirius 2-4 (mix)
- 30 december 1984 Örebro-Härnösand 10-3 (mix)
- 30 december 1984 Ljusdal-Katrineholm 5-1 (mix)
- 30 december 1984 Sandviken-Vetlanda 1-3 (mix)
- 30 december 1984 Selånger-Boltic 1-1 (mix)
- 30 december 1984 Västerås-Kungälv 9-0 (mix)

- 2 januari 1985 Ale Surte-Motala 1-7
- 2 januari 1985 Boltic-Vetlanda 3-2
- 2 januari 1985 Katrineholm-Kungälv 4-4
- 2 januari 1985 Örebro-Villa 8-3

- 6 januari 1985 Boltic-Örebro 4-4
- 6 januari 1985 Katrineholm-Motala 2-5
- 6 januari 1985 Kungälv-Villa 4-7
- 6 januari 1985 Vetlanda-Ale Surte 3-2

- 15 januari 1985 Boltic-Villa 4-6
- 15 januari 1985 Katrineholm-Örebro 2-5
- 15 januari 1985 Kungälv-Ale Surte 0-1
- 15 januari 1985 Vetlanda-Motala 6-1

- 19 januari 1985 Ale Surte-Västerås 4-7 (mix)
- 19 januari 1985 Motala-Sandviken 6-1 (mix)
- 19 januari 1985 Villa-Ljusdal 5-6 (mix)
- 19 januari 1985 Örebro-Selånger 3-3 (mix)
- 19 januari 1985 Broberg-Vetlanda 3-4 (mix)
- 19 januari 1985 Edsbyn-Boltic 2-4 (mix)
- 19 januari 1985 Härnösand-Kungälv 3-5 (mix)
- 19 januari 1985 Sirius-Katrineholm 2-2 (mix)

- 20 januari 1985 Ale Surte-Sandviken 3-3 (mix)
- 20 januari 1985 Motala-Ljusdal 2-5 (mix)
- 20 januari 1985 Villa-Selånger 5-3 (mix)
- 20 januari 1985 Örebro-Västerås 3-0 (mix)
- 20 januari 1985 Broberg-Boltic 5-3 (mix)
- 20 januari 1985 Edsbyn-Kungälv 1-1 (mix)
- 20 januari 1985 Härnösand-Katrineholm 4-4 (mix)
- 20 januari 1985 Sirius-Vetlanda 1-4 (mix)

- 23 januari 1985 Ale Surte-Boltic 1-5
- 23 januari 1985 Motala-Kungälv 2-0
- 23 januari 1985 Villa-Katrineholm 7-3
- 24 januari 1985 Örebro-Vetlanda 2-3

- 26 januari 1985 Boltic-Sirius 9-5 (mix)
- 26 januari 1985 Katrineholm-Edsbyn 3-6 (mix)
- 26 januari 1985 Kungälv-Broberg 3-6 (mix)
- 26 januari 1985 Vetlanda-Härnösand 12-2 (mix)
- 26 januari 1985 Sandviken-Villa 0-3 (mix)
- 26 januari 1985 Västerås-Motala 4-3 (mix)

- 27 januari 1985 Boltic-Härnösand 14-2 (mix)
- 27 januari 1985 Katrineholm-Broberg 3-6 (mix)
- 27 januari 1985 Kungälv-Sirius 5-1 (mix)
- 27 januari 1985 Vetlanda-Edsbyn 4-3 (mix)
- 27 januari 1985 Sandviken-Örebro 1-2 (mix)
- 27 januari 1985 Västerås-Villa 2-1 (mix)

- 28 januari 1985 Ljusdal-Örebro 4-1 (mix)

- 8 februari 1985 Ljusdal-Ale Surte 15-1 (mix)
- 11 februari 1985 Selånger-Motala 3-1 (mix)

- 13 februari 1985 Ale Surte-Vetlanda 1-11
- 13 februari 1985 Motala-Katrineholm 6-1
- 13 februari 1985 Villa-Kungälv 3-3
- 13 februari 1985 Örebro-Boltic 5-9

- 15 februari 1985 Motala-Ale Surte 2-2
- 15 februari 1985 Vetlanda-Boltic 1-1
- 15 februari 1985 Villa-Örebro 9-3
- 15 februari 1985 Kungälv-Katrineholm 1-2

- 17 februari 1985 Boltic-Sandviken 1-5 (mix)
- 17 februari 1985 Katrineholm-Västerås 3-8 (mix)
- 17 februari 1985 Kungälv-Ljusdal 1-3 (mix)
- 17 februari 1985 Vetlanda-Selånger 4-1 (mix)
- 17 februari 1985 Broberg-Örebro 3-1 (mix)
- 17 februari 1985 Edsbyn-Villa 1-6 (mix)
- 17 februari 1985 Härnösand-Motala 2-5 (mix)
- 17 februari 1985 Sirius-Ale Surte 9-3 (mix)

- 20 februari 1985 Ale Surte-Katrineholm 11-3
- 20 februari 1985 Motala-Boltic 9-2
- 20 februari 1985 Villa-Vetlanda 4-8
- 20 februari 1985 Örebro-Kungälv 5-4

- 22 februari 1985 Ale Surte-Villa 4-6
- 22 februari 1985 Boltic-Kungälv 8-2
- 22 februari 1985 Motala-Örebro 4-1
- 22 februari 1985 Vetlanda-Katrineholm 4-3

- 24 februari 1985 Selånger-Ale Surte 5-4 (mix)

- 26 februari 1985 Katrineholm-Boltic 5-9
- 26 februari 1985 Kungälv-Vetlanda 1-1
- 26 februari 1985 Villa-Motala 7-5
- 26 februari 1985 Örebro-Ale Surte 5-3

## Slutspel om svenska mästerskapet 1985

### Kvartsfinaler (bäst av tre)
- 1 mars 1985: Vetlanda BK-Selånger SK 4-3
- 1 mars 1985: Västerås SK-IFK Motala 1-4
- 1 mars 1985: Ljusdals BK-IF Boltic 3-4
- 1 mars 1985: Villa BK-Brobergs IF 4-3

- 3 mars 1985: Selånger SK-Vetlanda BK 2-6 (Vetlanda BK vidare med 2-0 i matcher)
- 3 mars 1985: IFK Motala-Västerås SK 7-2 (IFK Motala vidare med 2-0 i matcher)
- 3 mars 1985: IF Boltic-Ljusdals BK 4-2 (IF Boltic vidare med 2-0 i matcher)
- 3 mars 1985: Brobergs IF-Villa BK 7-0

- 5 mars 1985: Brobergs IF-Villa BK 14-4 (Brobergs IF vidare med 2-1 i matcher)

### Semifinaler (bäst av tre)
- 8 mars 1985: Vetlanda BK-IFK Motala 1-2
- 8 mars 1985: Brobergs IF-IF Boltic 3-6

- 10 mars 1985: IFK Motala-Vetlanda BK 2-1 (IFK Motala vidare med 2-0 i matcher)
- 10 mars 1985: IF Boltic-Brobergs IF 3-1 (IF Boltic vidare med 2-0 i matcher)

### Final
- 17 mars 1985: IF Boltic-IFK Motala 4-3 (Söderstadion, Stockholm)